# Kota Lintang
Kota Lintang is een bestuurslaag in het regentschap Aceh Tamiang van de provincie Atjeh, Indonesië. Kota Lintang telt 6487 inwoners (volkstelling 2010).